# Erioptera (Mesocyphona) gagneana
Erioptera (Mesocyphona) gagneana is een tweevleugelige uit de familie steltmuggen (Limoniidae). De soort komt voor in het Neotropisch gebied.